# Marketing információs rendszer
A Marketing információs rendszer, más néven MIR világának központjában a vevő áll. Feladata aktuális információkkal ellátni a marketingdöntéshozókat, akik azokat a tervezés, végrehajtás, irányítás területén használják fel.
Funkciói:
- adatok gyűjtése
- szelektálása
- raktározása
- elemzése
- továbbítása

Az információk fajtái:
- külső – a külső környezetből – versenytársak, gazdasági helyzet, piaci információk
- belső – a vállalaton belülről – beszerzési lehetőségek, erőforrások kihasználtsága

Az információ lehet még:
→ Primer információ – ezek az információk elsőkézből származnak a következő módon:
- megfigyeléssel – kész tények, szokások, motivációk
- kísérlettel – ez egy különleges módja a megfigyelésnek, egy bizonyos részre irányul, beavatkozik, kutat
- megkérdezéssel – személyesen, telefonon, írásban
- kérdőív által – népszerű módszer, szerkesztésének szabályai vannak

→ Szekunder információ – ezek ún. másodkézből szerzett információk, ezeket már valaki egyszer összegyűjtötte.